# Xiong'er Shan
Xiong'er Shan är en bergskedja i Kina. Den ligger i provinsen Henan, i den centrala delen av landet, omkring 190 kilometer väster om provinshuvudstaden Zhengzhou.
Xiong'er Shan sträcker sig 61 km i sydvästlig-nordostlig riktning. Den högsta toppen är Quanbao Shan, 1 989 meter över havet.
Topografiskt ingår följande toppar i Xiong'er Shan:
- Ligangzhai
- Quanbao Shan

Genomsnittlig årsnederbörd är 751 millimeter. Den regnigaste månaden är juli, med i genomsnitt 143 mm nederbörd, och den torraste är januari, med 4 mm nederbörd.